# Arjun Appadurai
Arjun Appadurai (1949) là một tên tuổi của ngành nhân học văn hóa xã hội đương đại. Ông nhấn mạnh vai trò của tính hiện đại đối với quốc gia dân tộc và quá trình toàn cầu hóa.

## Tiểu sử
Appadurai sinh tại Mumbai (Bombay) và tiếp thu giáo dục Ấn Độ. Ông tốt nghiệp từ trường trung học St. Xavier's, Fort, Mumbai, và lấy bằng Nghệ thuật Quốc tế từ trường Cao đẳng Elphinstone, Mumbai, trước khi chuyển đến Hoa Kỳ.
Ông tiếp tục lấy bằng Cử nhân từ Đại học Brandeis vào 1970.

## Sự nghiệp
Ông từng là giáo sư của Đại học Chicago, nơi ông lấy bằng Thạc sĩ (1973) và Tiến sĩ (1976). Sau thời gian làm việc ở đây, ông làm việc một thời gian ngắn tại Đại học Yale trước khi chuyển đến Đại học New School. Ông hiện là giảng viên ngành Văn hóa phương tiện và truyền thông (Media Culture and Communication)  thuộc trường Steinhardt, Đại học New York.
Một số xuất bản quan trọng gồm có Tục thờ cúng và xung đột dưới sự cai trị thực dân (1981), Bất đối xứng và khác biệt trong văn hóa kinh tế toàn cầu (1990), phần diễn giải được thể hiện trong Hiện đại trên diện rộng (1996) và Nỗi sợ hãi những con số nhỏ (2006). Ông được chấp thuần trở thành hội viên của Hội học giả khoa học nghệ thuật Hoa Kỳ (American Academy of Arts and Sciences) vào năm 1997.
Luận văn tiến sĩ của ông nghiên cứu về lễ hội xe hơi được tổ chức ở đền Parthasarathi, Triplicane, Madras. Ông còn là thành viên Ban tư vấn của Diễn đàn d'Avignon, một hội nghị quốc tế về văn hóa, kinh tế và truyền thông.

### Trường New School
Vào năm 2004, sau một thời gian ngắn làm việc với vai trò điều hành tại Đại học Yale, Appadurai trở thành Hiệu trưởng trường Đại học New School. Tuy nhiên, quyết định từ chức Hiệu trưởng của Appadurai đã được Chủ tịch Đại học New School Bob Kerrey thông qua vào ngày 30/01/2006. Ông giữ vị trí giáo sư tưởng niệm John Dewey tại trường. Appadurai là một trong những người chỉ trích mạnh mẽ Chủ tịch Kerrey khi ông ta tự bổ nhiệm mình vào vị trí Hiệu trưởng vào năm 2008.

### Đại học New York
Năm 2008, Appadurai được bổ nhiệm vị trí giáo sư Goddard ngành Phương tiện, truyền thông và văn hóa thuộc trường Văn hóa, giáo dục và phát triển con người Steinhardt (Steinhardt School of Culture, Education, and Human Development), Đại học New York.

### Các vai trò khác
Appadurai là người đồng sáng lập tạp chí học thuật Public Culture; sáng lập tổ chức phi lợi nhuận Partners for Urban Knowledge, Action and Research (PUKAR) tại Mumbai; đồng sáng lập và điều hành Interdisciplinary Network on Globalization (ING); và là thành viên của American Academy of Arts and Sciences. Ông cũng hoạt động với tư cách là cố vấn cho hàng loạt những tổ chức công và tư, bao gồm Quỹ Ford, Quỹ Rockefeller và Quỹ MacArthur; UNESCO; Ngân hàng Thế giới; và Quỹ Khoa học quốc gia (National Science Foundation).

## Mường tượng xã hội
Appadurai kết nối góc nhìn các hoạt động văn hóa dưới thuật ngữ tính tưởng tượng xã hội. Theo Appadurai, tính tưởng tượng xã hội gồm năm nhánh thước đo dòng chảy văn hóa toàn cầu:
1. Nhánh dân tộc
2. Nhánh phương tiện truyền thông
3. Nhánh kỹ thuật, công nghệ
4. Nhánh tài chính
5. Nhánh tư tưởng

Ông tự mô tả các kết nối của trí tưởng tượng xã hội như sau:
Hình ảnh, sự tưởng tượng, tính tưởng tưởng – tất cả các thuật ngữ ngày chỉ dẫn chúng ta đến những khía cạnh mới mẻ và quan trọng của tiến trình văn hóa toàn cầu: sự mường tượng là một thực hành xã hội. Không còn đơn thuần là hình ảnh (thuốc phiện cho quần chúng trong khi thế giới công việc thực sự diễn ra ở nơi khác), không còn lối thoát đơn giản (từ một thế giới được xác định chủ yếu bởi những mục đích và cấu trúc cứng nhắc), không chỉ là trò tiêu khiển thượng lưu (do đó không liên quan đến cuộc sống của những người bình thường) và không còn đơn thuần là chiêm niệm (không thích hợp cho các hình thức mới của ham muốn và chủ quan), sự mường tượng đã trở thành một lĩnh vực tổ chức các hoạt động xã hội, một hình thức làm việc (trong ý nghĩa của lao động và thực hành tổ chức văn hóa) và một hình thức đàm phán về những khả năng hợp tác giữa các tổ chức (cá nhân) với các lĩnh vực được xác định trên phạm vi toàn cầu. Sự giải thoát này của mường tượng liên kết các tác phẩm mô phỏng (trong một vài thiết lập) nhằm khủng bố và gây áp bức cho các quốc gia và đối thủ cạnh tranh của họ. Sự mường tượng hiện tại  [5] đã trở thành là trung tâm của tất cả các hình thức của tổ chức, bản thân nó cũng trở thành một thực tế xã hội, và là thành phần quan trọng của trật tự toàn cầu mới.
Appadurai tín nhiệm Benedict Anderson với khái niệm cộng đồng tưởng tượng (imagined communities). Một số nhân vật chủ chốt khác làm việc liên quan đến khái niệm sự mường tượng là Cornelius Castoriadis, Charles Taylor, Jacques Lacan (đặc biệt quan tâm đến biểu tượng, với nghĩa đối nghịch với tính tưởng tượng và thực tế) và Dilip Gaonkar. Tuy nhiên, chứng minh về phong trào dân tộc học của phong trào xã hội đô thị ở Mumbai của Appadurai đã gây tranh cãi với một số học giả như nhà nhân chủng học người Canada, Judith Whitehead cho rằng SPARC (một tổ chức mà Appadurai tán thành như một thể hiện của hoạt động xã hội tiến bộ về nhà ở) là chương trình đồng lõa với chương trình nghị sự tái phát triển Mumbai của Ngân hàng Thế giới.

## Xuất bản
2006 Fear of Small Numbers: An Essay on the Geography of Anger. Durham, NC:
Duke University Press (Nỗi sợ hãi những con số nhỏ: Một tiếu luận về địa lý của sự tức giận).
2002 Globalization (edited volume). Durham, NC: Duke University Press (Sự toàn cầu hóa).
2001 Deep democracy: urban governmentality and the horizon of politics. Environment and Urbanization, (Vol. 13 No. 2), pp. 23–43. (Dân chủ sâu: Chính quyền đô thị và chân trời chính trị).
2001 La Modernided Desbordada. (Translation of Modernity At
Large) Uruguay and Argentina:
Ediciones Trilces and Fondo de Cultura Economica de Argentina. (Hiện đại trên diện rộng, dịch sang tiếng Tây Ban Nha).
2001  Apres le Colonialisme: Les Consequences Culturelles de la
globalisation. (Translation of Modernity At Large) Paris: Payot. (Hiện đại trên diện rộng, dịch sang tiếng Pháp).'
2001 Modernità in polvere. (Translation of Modernity At Large) Rome: Meltemi Editore.(Hiện đại trên diện rộng, dịch sang tiếng Ý).
1996 Modernity At Large: Cultural Dimensions of Globalization. Minneapolis: University of Minnesota Press. (Hiện
đại trên diện rộng).
1991 Co-editor (with M. Mills and F. Korom, Eds.), Gender, Genre and
Power in South Asian Expressive Traditions. Philadelphia: University of Pennsylvania Press. (Giới, phân loại và sức mạnh trong sự chuyển đổi các biểu cảm châu Á, đồng tác giả)
1988 Guest Editor, Special Issue of Cultural Anthropology on "Place and Voice in Anthropological Theory" (Vol. 3, No. 1). (Biên tập ấn phẩm đặc biệt về Nhân học văn hóa chủ đề "Nơi chốn và giọng trong các lý thuyết nhânhọc").
1987 Guest Editor (with Carol A. Breckenridge), Special Annual Issue of The India Magazine (New Delhi) on "Public Culture". (Đồng biên tập ấn phẩm đặc biệt thường niên của tạp chí
The India Magazine chủ đề Văn hóa đại chúng).
1986 The Social Life of Things: Commodities in Cultural Perspective (edited volume). New York: Cambridge University Press. (Cuộc sống xã hội của sự vật: Góc nhìn xã hội của hàng hóa).
1983 (Reprint). Worship and Conflict Under Colonial Rule: A South
Indian Case. New Delhi:
Orient Longman. (Tục thờ cúng và xung đột dưới sự cai trị thực dân: trường hợp Nam Ấn Độ, tái bản).
1981 Worship and Conflict Under Colonial Rule: A South Indian Case. Cambridge: Cambridge University Press.(Tục thờ cúng và xung đột dưới sự cai trị thực dân: trường hợp Nam Ấn Độ)

## Mở rộng
- Nỗi sợ hãi những con số nhỏ, Arjun Appadurai (Duke University Press, 2006)
- Toàn cầu hóa, Arjun Appadurai (Duke University Press, 2001)
- Bất đối xứng và khác biệt trong văn hóa kinh tế toàn cầu
- Hiện đại trên diện rộng, Arjun Appadurai (University of Minnesota Press, 1996)

'
 